# راندولف زين
راندولف زين (بالإنجليزية: Randolph Zane) هو ضابط أمريكي، ولد في 12 أغسطس 1887 في فيلادلفيا في الولايات المتحدة، وتوفي في 24 أكتوبر 1918 في فرنسا.